# Reftinski
Reftinski (Russisch: Рефтинский) is een nederzetting met stedelijk karakter in het zuiden van de Russische oblast Sverdlovsk op 110 kilometer van Jekaterinenburg aan de rivier de Bolsjoj Reft. De plaats ligt op 17 kilometer ten noordoosten van Asbest, waarvan het tot 1995 bestuurlijk onderdeel uitmaakte. Sinds 1995 vormt het echter een onafhankelijk stedelijk district. Ten zuidoosten van Reftinski liggen de steden Bogdanovitsj en Soechoj Log en in het noordoosten Artjomovski. Met onder andere deze steden heeft Reftinski spoorverbindingen en (afgezien van Artjomovski) ook wegenverbindingen. De plaats is vooral bekend van de waterkrachtcentrale Reftinskaja.

## Geschiedenis en economie
De plaats ontstond rond de waterkrachtcentrale die hier werd gebouwd in de rivier de Reft. In 1963 arriveerden hiervoor de eerste bouwlieden en werd de nederzetting Opoesjka gesticht op 12 kilometer van de huidige locatie van Reftinski. Op 30 december 1966, toen ook op de plek van het huidige Reftinski een nederzetting ontstaan was, kreeg deze nederzetting de status van arbeidersnederzetting met de (huidige) naam Reftinski. Door de bouw van de stuwdam van de waterkrachtcentrale ontstond het stuwmeer van Reftinski, hetgeen nu een belangrijke bron van vis vormt. Rondom de Reftrivier ontstond veel natuur. In december 1970 werd het eerste energieblok van de waterkrachtcentrale in werking gesteld met een vermogen van 300 mW en in december 1980 de tiende en laatste, waarmee het vermogen van de waterkrachtcentrale opliep tot 3.800 mW. Het is hiermee de grootste Russische waterkrachtcentrale die draait op vaste brandstof.
De centrale wordt gebruikt voor de energievoorziening van de kraj Perm en de oblasten Sverdlovsk, Tjoemen en Tsjeljabinsk en is de grootste energieleverancier van de Oeral. De centrale heeft 6 blokken van 300 mW en 4 van 500 mW. Als brandstof wordt steenkool gebruikt uit de streek rond de Kazachse stad Ekibastuz. De waterkrachtcentrale is met een jaarlijkse uitstoot van 255.100 ton verantwoordelijk voor 20% van alle luchtvervuiling van oblast Sverdlovsk en was in 2003 de vijfde vervuiler van Rusland. Hiernaast bevindt zich een pluimveefokbedrijf in de stad.
In Reftinski werd in 1982 een van de grootste kippenslachterijen van de Sovjet-Unie gebouwd en op 17 december 1995 werd in Reftinski een referendum gehouden over de instelling van een aparte gemeente voor de plaats, waarna dit stedelijke district op 10 november werd opgenomen in de oblastlijst.

## Stedelijke structuur, voorzieningen en omgeving
Reftinski is een typische geplande jaren 60 Sovjetstad, waarbij rekening werd gehouden met de omgeving en waarbij Sovjetsymbolen in de stad zijn verwerkt. Het eerste microdistrict werd daarbij gebouwd in de vorm van een hamer en sikkel.
In de plaats bevinden zich onder andere een polikliniek (600 plaatsen), ziekenhuis, verschillende filialen van technische scholen en een sanatorium (met modderbaden). De stad wordt omringd door bos met veel pijnbomen, lariksen, zilverberken en elzen. Rivieren in het stedelijk district zijn de Reft, Bolsjoj Reft en Mali Reft.